# Guido Hartmann
Guido Hartmann (* 9. Mai 1876 in Aschaffenburg; † 26. Februar 1946 in Großheubach in Unterfranken) war ein deutscher Schriftsteller und Historiker.

## Leben
Im Rahmen seiner schriftstellerischen Tätigkeit, der er sich neben seiner Arbeit im höheren Postdienst widmete, befasste er sich neben mehreren ab 1907 erschienenen Gedichtbänden hauptsächlich mit kunstgeschichtlichen und heimatkundlichen Forschungen. Zudem widmete er sich der Denkmalpflege, insbesondere dem Erhalt von Fachwerkbauten, und war 1904 Mitbegründer des Aschaffenburger Geschichtsvereins. Im Rahmen des sogenannten „Aschaffenburger Bilderstreits“ engagierte er sich in den Jahren 1921 bis 1933 in zahlreichen Veröffentlichungen für die dann zumindest teilweise erfolgte Rückführung nach München verbrachter Aschaffenburger Kunstschätze und des 1919 nach Würzburg gebrachten Archivs des ehemaligen Aschaffenburger Kollegiatstifts St. Peter und Alexander. 
Außerdem verfasste er eine Biographie seines Onkels, des Pferdemalers Ludwig Hartmann (1835–1902). Sein Schwager war der Heimat-, Porträt- und Kirchenmaler Adalbert Hock.

## Werke
- Fliehen und Sehnen. Gedichte. Hellmann, Jauer 1907.
- Auf der Sehnsucht Schwingen. Gedichte. Knauer, Frankfurt a. M. 1907.
- Aus dem Spessart. Kultur- und Heimatbilder. Knauer, Frankfurt a. M. 1910. 3., umgearb. u. bedeut. erw. Aufl. Keller, Frankfurt a. M. 1920. 4. bedeutend erw. Aufl. Englert & Schlosser, Frankfurt a. M. 1924. 5. bedeutend erw. Aufl. Verlag Dr. J. Kirsch, Aschaffenburg 1928.
- Ludwig Hartmann. Ein Künstlerleben. Kellerer, München 1921.
- Der Spessart in der Literatur. Kirsch, Aschaffenburg 1928.
- Die kurmainzischen Kunstschätze des Schlosses zu Aschaffenburg. Ein Quellenwerk für ihre Geschichte, ihr Recht und den Kampf um ihren Besitz. Hrsg. von Guido Hartmann unter Mitwirkung führender Persönlichkeiten der Wissenschaft und Kunst. Wailandtsche Druckerei, Aschaffenburg 1933.
- Reichserzkanzler, Kurfürst und Kardinal Albrecht II. von Brandenburg, der Führer deutscher Renaissancekunst. Spindler, Nürnberg 1937.
- Kampf um Meister Mathies von Aschaffenburg, genannt Matthias Grünewald. Spindler, Nürnberg 1937.